# Martin Hübner

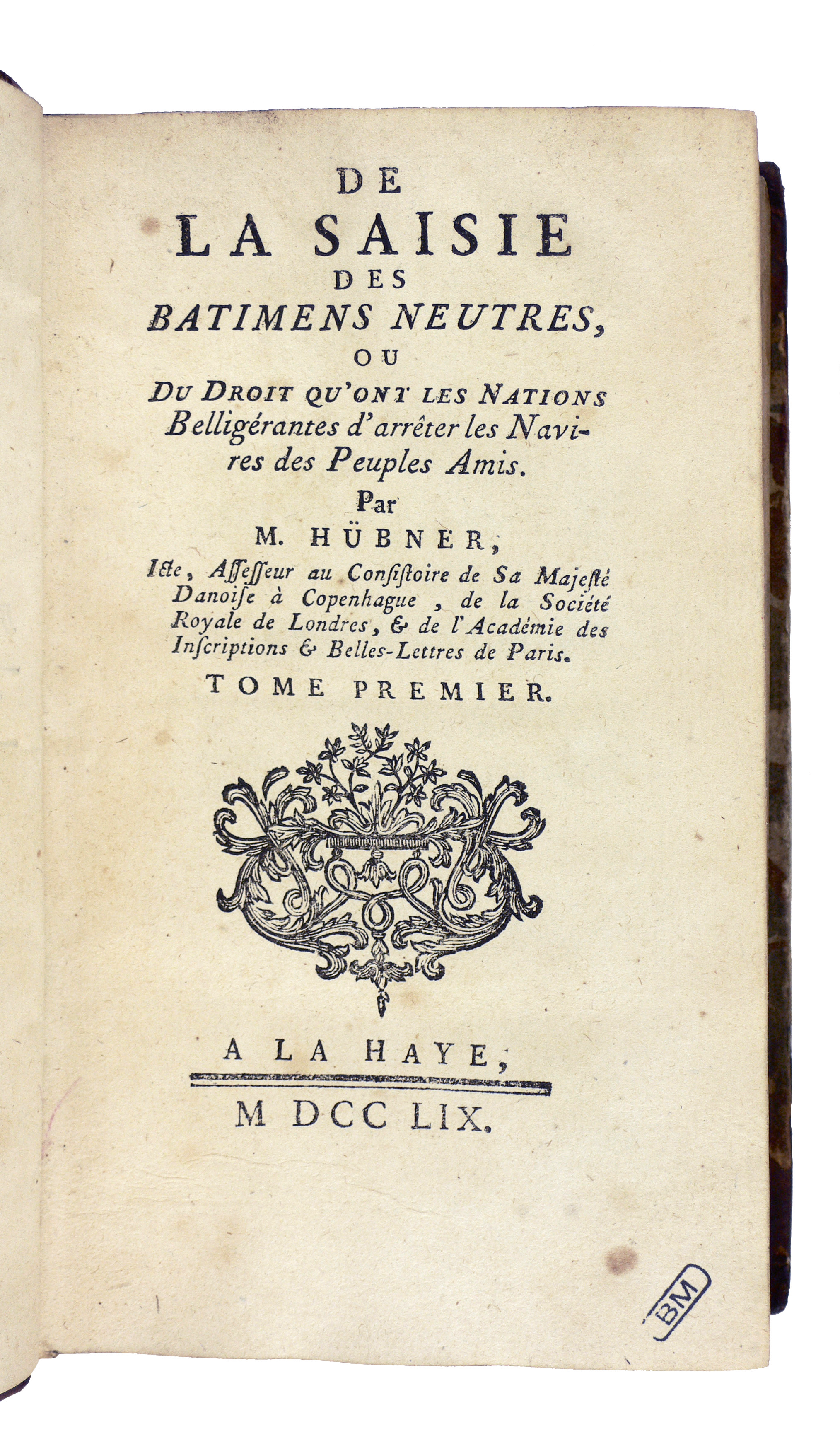
De la saisie des batimens neutres, 1759.

Martin Hübner, född 1723 i Hannover, död den 27 april 1795 i Köpenhamn, var en dansk rättslärd.
Hübner blev 1741 student samt var därefter informator hos greve J.L. Holstein. Åren 1752–59 studerade han i utlandet, i synnerhet i Paris, och författade två folkrättsliga skrifter: Essai sur l’histoire du droit naturel (1758) och De la saisie des bâtiments neutres (1759). 
I det sista hävdade han med stort skarpsinne och lärdom emot den engelska regeringens overgrepp och dess kronjuristers påståenden de grundsatser för den neutrala skeppsfartens rätt, som låg till grund för de senare väpnade neutralitetsförbunden (1780 och 1800) och som på Pariskongressen 1856 blev allmänt godkända. 
Åren 1759–62 sändes han till London för att stödja den danske ministern vid hans förhandlingar med regeringen, och 1764 blev han professor vid Köpenhamns universitet, men höll under 30 år aldrig föreläsningar. År 1774 
fick han titeln konferensråd. Hübner är den ende danske författare, som vunnit varaktigt minne i den folkrättsliga litteraturen.